# Natsumi Abe
Natsumi Abe (安倍なつみ, Abe Natsumi, surnommée Nacchi, née le 10 aout 1981 à Muroran à Hokkaidō au Japon) est une chanteuse de J-pop et actrice, ex-chanteuse principale des Morning Musume de 1997 à 2004 et ex-idole japonaise au sein du Hello! Project jusqu'en 2009 ; elle est la sœur ainée de l'idole Asami Abe.

## Biographie

### Carrière
Natsumi Abe débute en 1997 avec le célèbre groupe de J-pop Morning Musume, sélectionnée après une audition dans le cadre de l'émission télévisée Asayan.
Elle joue avec ses collègues dans les films Morning Cop en 1998, Pinch Runner en 2000, Tokkaekko et Koinu Dan no Monogatari en 2002.
Elle est la principale chanteuse du groupe jusqu'à son départ début 2004 pour se consacrer à sa carrière solo, toujours avec le H!P.
Elle sort au sein du H!P un premier album solo Hitori Bocchi en 2004.
Elle participe aussi aux groupes provisoires Nochiura Natsumi, DEF.DIVA et Morning Musume Tanjou 10nen Kinentai, et aux shuffle units 10-nin Matsuri, Odoru 11, Salt5 et H.P. All Stars.
Elle joue dans quelques films et séries TV, et anime l'émission TV des Morning Musume Hello! Morning en 2004. Soupçonnée de plagiat, elle est suspendue pour plusieurs mois et fait son retour dans l'industrie du divertissement en février 2005.
Avec sa cadette Asami Abe (également chanteuse-idole et actrice depuis 2003), elles apparaissent dans le téléfilm The Hit Parade consacré à l'homme d'affaires Shin Watanabe, le fondateur de Watanabe Productions. Les sœurs Abe y incarnent les jumelles Hideo Ito et Tsukiko Ito, du duo de j-pop The Peanuts. Scindé en deux parties, le téléfilm est diffusé les 26 et 27 mai 2006.
Elle forme un duo avec Maimi Yajima de °C-ute le temps d'un single en 2008, sur le thème de leur différence d'âge de 10 ans.
Elle quitte le H!P le 31 mars 2009 avec les autres « anciennes » du Elder Club et continue sa carrière au sein de la compagnie mère Up-Front et du M-line club. Elle forme en 2011 et 2012 le groupe Dream Morning Musume avec ses anciennes collègues de Morning Musume.
Le 17 juin 2015, Natsumi sort pour la première fois un album studio hors du H!P Dreams.
Elle quitte le M-line club le 31 mars 2016 pour se consacrer à sa famille.
Courant 2017-2018, elle revient toutefois participer au groupe temporaire Morning Musume 20th, à l'occasion des vingt ans d'existence de Morning Musume.

### Vie personnelle

#### Accusations de plagiat
En décembre 2004, les recueils de poésie de Natsumi Abe sont soupçonnés de plagier les textes de Tetsuya Komuro, Izumi Tachibana, Mitsuo Aida et aiko ; face à l'ampleur de l'affaire, son agence annonce que l'impression de ses ouvrages est immédiatement suspendue et qu'Abe n'est plus autorisée à s'illustrer dans des activités artistiques autres que sa carrière de chanteuse-actrice. Ses prestations sont suspendues jusqu'en février 2005[réf. nécessaire].

#### Accident médiatisé
Le 7 octobre 2007, Natsumi Abe était en voiture lorsqu'elle entra en collision avec un motocycliste dans le quartier de Shibuya, à Tokyo. Le motocycliste a subi des blessures mineures et Natsumi n'en a subi aucune. Elle avait obtenu son permis de conduire seulement en juillet de la même année,.

#### Mariage et famille
En août 2011, Natsumi Abe entame une relation avec sa co-star de Wuthering Heights, l'acteur Ikusaburō Yamazaki, de six ans son cadet. Ils se marient le 29 décembre 2015.
En février 2016, le couple annonce que Natsumi est enceinte de 3 mois dans un communiqué de presse : « C'est une heureuse nouvelle quand deux personnes essayant de fonder une famille sont bénies avec une nouvelle vie. C'est la première fois pour nous et nous sommes inquiets de beaucoup de choses ; mais nous nous consacrons à cela chaque jour avec l'aide des gens qui nous entourent »,. Elle accouche d'un petit garçon le 26 juillet 2016.
La famille s'agrandit avec deux autres fils, nés respectivement le 31 octobre 2018 et le 27 décembre 2022.

## Groupes
| - Morning Musume (1997-2004) - Kiiro 5 (2000) - 10nin Matsuri (2001) - Odoru 11 (2002) - Morning Musume Sakuragumi (2003-2004) - Salt 5 (2003) - Nochiura Natsumi (2004-2005) - H.P. All Stars (2004) - DEF.DIVA (2005-2006) - Morning Musume Tanjō 10nen Kinentai (2007) - Morning Musume 20th (2017-2018) | - Morning Musume OG (2010) - Afternoon Musume (2010) - Ganbarō Nippon Ai wa Katsu Singers (2011) - Dream Morning Musume (2011-2012) |

## Discographie

### En solo

#### Albums
Albums studio
1. 4 février 2004 : Hitori Bocchi (一人ぼっち?)
2. 29 mars 2006 : 2nd ~Shimiwataru Omoi~ (２ｎｄ～染みわたる想い～?)
3. 17 juin 2015 : Dreams

Mini-album
1. 14 mars 2007 : 25 ~Vingt-Cinq~ (25～ヴァンサンク～?)

Autres
1. 13 août 2014 : Smile...♥ ("smile heart" ; album de reprises)
2. 22 octobre 2014 : Toward the Light ~Classical & Crossover~, ou Hikari e ~Classical & Crossover~ (光へ ...?) (album de reprises)

Compilation
- 10 décembre 2008 : Abe Natsumi ~Best Selection~ 15 Shoku no Nigaoe Tachi (安倍なつみ 〜Best Selection〜 15色の似顔絵たち)

Comédie musicale
- 18 novembre 2006 : Musical "Hakujaden ~White Lovers~" Song Selection (ミュージカル「白蛇伝～White Lovers～」ソング・セレクション?)

#### Singles
Okeisan & Abe Natsumi
- 30 avril 2003 : Haha to Musume no Duet Song (母と娘のデュエットソング?)

Purin Chan
- 19 novembre 2003 : Pi~hyara Kōta (ピ～ヒャラ小唄?)

Natsumi Abe
1. 12 août 2003 : 22 Sai no Watashi (22歳の私?)
2. 1er juin 2004 : Datte Ikitekanakucha (だって 生きてかなくちゃ?)
3. 10 août 2004 : Koi no Telephone Goal (恋のテレフォン?)
4. 19 avril 2005 : Yume Naraba (夢ならば?)
5. 30 août 2005 : Koi no Hana (恋の花?)
6. 12 avril 2006 : Sweet Holic (スイートホリック?)
7. 28 juin 2006 : The Stress (ザ・ストレス?)
8. 4 octobre 2006 : Amasugita Kajitsu (甘すぎた果実?)
9. 9 mai 2007 : Too Far Away ~Onna no Kokoro~ (Too Far Away ～おんなの心～?)
10. 24 octobre 2007 : Iki wo Kasanemashō (息を重ねましょう?)
11. 3 décembre 2008 : Screen (スクリーン?)
12. 15 octobre 2010 : Ame Agari no Niji no Yōni (雨上がりの虹のよう?)

Singles digitaux
- 13 août 2013 : Best Friend (2013.8.10 Birthday Live ver.)

Sen
- 30 novembre 2005 : Takaramono (たからもの)

Abe Natsumi & Yajima Maimi (°C-ute)
- 16 janvier 2008 : 16 Sai no Koi Nante (16歳の恋なんて?)

### Avec Morning Musume
| Albums - 8 juillet 1998 : First Time - 30 septembre 1998 : Morning Cop - Daite Hold On Me! (mini album) - 28 juillet 1999 : Second Morning - 29 mars 2000 : 3rd -Love Paradise- - 31 janvier 2001 : Best! Morning Musume 1 - 27 mars 2002 : 4th Ikimasshoi! - 26 mars 2003 : No.5 - 31 mars 2004 : Best! Morning Musume 2 (+ compilations et DVD) | Singles - 3 novembre 1997 : Ai no Tane - 28 janvier 1998 : Morning Coffee (+ réédition de 2005) - 27 mai 1998 : Summer Night Town (+ réédition de 2005) - 9 septembre 1998 : Daite Hold On Me! (+ réédition de 2005) - 10 février 1999 : Memory Seishun no Hikari (+ réédition de 2005) - 12 mai 1999 : Manatsu no Kōsen (+ réédition de 2005) - 14 juillet 1999 : Furusato (+ réédition de 2005) - 9 septembre 1999 : Love Machine (+ réédition de 2005) - 26 janvier 2000 : Koi no Dance Site (+ réédition de 2005) - 17 mai 2000 : Happy Summer Wedding - 6 septembre 2000 : I Wish - 13 décembre 2000 : Renai Revolution 21 - 25 juillet 2001 : The Peace! - 31 octobre 2001 : Mr. Moonlight ~Ai no Big Band~ - 20 février 2002 : Sōda! We're Alive - 24 juillet 2002 : Do it! Now - 30 octobre 2002 : Koko ni Iruzee! - 19 février 2003: Morning Musume no Hyokkori Hyōtanjima - 23 avril 2003 : As For One Day - 30 juillet 2003 : Shabondama - 6 novembre 2003 : Go Girl ~Koi no Victory~ - 21 janvier 2004 : Ai Araba It's All Right |

### Autres participations
Singles
- 2000-03-08 : Kiiroi Osora de Boom Boom Boom (avec Kiiro 5)
- 2001-07-04 : Dancing! Natsu Matsuri (avec 10-nin Matsuri)
- 2002-07-03 : Shiawase Kyōryū Ondo (avec Odoru 11)
- 2003-07-09 : Get Up! Rapper (avec Salt 5)
- 2003-09-18 : Hare Ame Nochi Suki (avec Morning Musume Sakura Gumi)
- 2004-10-06 : Renai Sentai Shitsu Ranger (avec Nochiura Natsumi)
- 2004-12-01 : All for One & One for All! (avec H.P. All Stars)
- 2005-10-19 : Suki Sugite Baka Mitai (avec DEF.DIVA)
- 2006-03-25 : Let's Go Rakuten Eagles (avec DEF.DIVA)
- 2007-01-24 : Bokura ga Ikiru My Asia (avec Morning Musume Tanjō 10nen Kinentai)
- 2007-08-08 : Itoshiki Tomo e (avec Morning Musume Tanjō 10nen Kinentai)
- 2011-06-22 : Ai wa Katsu (avec Ganbarō Nippon Ai wa Katsu Singers)
- 2012-15-02 : Shining Butterfly (avec Dream Morning Musume)

Albums
- 10 juillet 2002 :  Hawaiian de Kiku Morning Musume Single Collection  (avec "Takagi Boo to Morning Musume, Coconuts Musume, etc")
- 25 février 2004 : FS5 Sotsugyō
- 20 avril 2011 : Dreams 1 (avec Dream Morning Musume)
- 7 février 2018 : Hatachi no Morning Musume (avec Morning Musume 20th)

(+ compilations et DVD)

## Vidéos en solo
Singles V (DVD)
- 2003-08-12 : 22 Sai no Watashi (22歳の私)
- 2004-06-01 : Datte Ikitekanakucha (だって 生きてかなくちゃ)
- 2004-08-10 : Koi no Telephone Goal (恋のテレフォン)
- 2005-04-19 : Yume Naraba (夢ならば)
- 2005-08-30 : Koi no Hana (恋の花)
- 2006-04-12 : Sweet Holic (スイートホリック)
- 2006-06-28 : The Stress (ザ・ストレス)
- 2007-05-09 : Too Far Away ~Onna no Kokoro~ (Too Far Away ～おんなの心～)
- 2007-10-24 : Iki wo Kasanemashō (息を重ねましょう)
- 2008-12-03 : Screen (スクリーン)
- 2010-09-15 : Ame Agari no Niji no Yōni (雨上がりの虹のよう)

Collaborations
- 2003-11-19 : Pi~hyara Kōta (ピ～ヒャラ小唄) (En tant que "Purin-chan" (プリンちゃん)
- 2008-01-16 :  16 Sai no Koi Nante (16歳の恋なんて) (par "Abe Natsumi & Yajima Maimi (°C-ute)")

DVD
- 2004.05.19 : Musical Okaeri (ミュージカル「おかえり」)
- 2004.07.28 : Abe Natsumi ~Morning Musume Sotsugyou Memorial~ (安倍なつみ ~モーニング娘。卒業メモリアル~)
- 2005.11.02 : Alohalo! Abe Natsumi DVD (アロハロ! 安倍なつみ DVD)
- 2006.03.01 : Takaramono (たからもの) (drama)
- 2006.12.20 : Abe Natsumi SingleV Clips 1 (安倍なつみ シングルVクリップス①)
- 2007.03.28 : Alohalo! 2 Abe Natsumi DVD (アロハロ！2 安倍なつみ DVD)
- 2007.12.19 : Gekidan Senior Graffiti Showa Kayo Theater - Far Away (劇団シニアグラフィティ 昭和歌謡シアター『FAR AWAY』)
- 2010.11.03 : Natsu Umi (夏　海)

Concerts
- 2004.10.27 : Abe Natsumi First Concert Tour 2004 ~Anata Iro~ (安倍なつみファーストコンサートツアー2004 ～あなた色～)
- 2006.01.25 : Abe Natsumi Concert Tour 2005 Aki ~24 Carat~ (安倍なつみコンサートツアー2005秋 ～24カラット～)
- 2006.08.23 : Abe Natsumi Concert Tour 2006 Haru ~Otomechikku Bank~ (安倍なつみコンサートツアー2006春 ～おとめちっくBａｎｋ～)
- 2006.12.27 : Natsumi Abe Acoustic Live at Shibuya O-East
- 2007.07.11 : Abe Natsumi Concert Tour 2007 Haru ~25 Vingt-Cinq~ (安倍なつみコンサートツアー２００７春　２５～ヴァンサンク～)
- 2008.02.06 : Abe Natsumi Special Live 2007 Aki ~Acoustic Nacchi~ (安倍なつみ Special Live 2007秋 ～Acousticなっち～)
- 2008.11.05 : Abe Natsumi Birthday Special Concert (安倍なつみ Birthday Special Concert)
- 2009.01.28 : Abe Natsumi Concert Tour 2008 Aki ~Angelic~ (安倍なつみコンサートツアー2008秋 ～Angelic～)
- 2009.11.11 : Abe Natsumi Summer Live Tour 2009 ~Yappari Sneaker ga Suki~ (安倍なつみ Summer Live Tour 2009～やっぱりスニーカーがすき！～Tour FINAL “新たな誓い~)
- 2011.03.02 : Abe Natsumi Aki Tour 2010 ~Autumn Voice~ (安倍なつみ　秋ツアー2010～Autumn Voice～)
- 2012.08.10 : Abe Natsumi Birthday Live 2012 ~Thanks All~ (安倍なつみ Birthday Live2012 ～thanks all～)
- 2013.12.18 : Abe Natsumi Birthday Live 2013 ♪The Beating♪ (安倍なつみ Birthday Live 2013 ♪The Beating♪

## Filmographie
Séries télévisées et téléfilms
- Mutai Arata no Doubutsu Nikki ~Aiken Rosinante no Sainan~ (向井荒太の動物日記～愛犬ロシナンテの災難～) (2001)
- Saigo no Natsuyasumi (最後の夏休み) (2001)
- Toki wo Kakeru Shoujo (時をかける少女) (2002)
- Nurseman (ナースマン) (2002)
- Shinshun Wide Jidaigeki Mibugishiden~Shinsengumi (新春ワイド時代劇 壬生義士伝～新撰組) (2002)
- Mikeneko Holmes no Hansaigaku Kouza (三毛猫ホームズの犯罪学講座) (2002)
- LAST PRESENT (2003)
- Koinu no Waltz (仔犬のワルツ) (2004)
- Takaramono (たからもの) (2005)
- Prison Girl (2006)
- The Hit Parade ~Geinoukai wo Kaeta Otoko, Watanabe Shin Monogatari (ザ・ヒットパレード～芸能界を変えた男・渡辺晋物語～) (2006)
- Konyakusha Kara no Isho ~Tokoutain ni Sasageta 60nen Ai~ (婚約者からの遺書～特攻隊員に捧げた60年愛～) (2006)
- Natsugumo Agare (夏雲あがれ) (2007)
- Arakawa Under the Bridge (荒川アンダー ザ ブリッジ) (P-Ko) (2011)

Films
- 1998 : Morning Cop (モーニング刑事)
- 2000 : Pinch Runner (ピンチランナー)
- 2002 : Tokkaekko (とっかえっ娘。)
- 2003 : Koinu Dan no Monogatari (子犬ダンの物語)
- 2012 : Arakawa Under the Bridge (荒川アンダー ザ ブリッジ) (P-Ko)

## Divers
Comédies musicales et théâtres
- Okaeri. (おかえり。) (2004)
- Ribbon no Kishi: The Musical (リボンの騎士ザ・ミュージカル) (2006)
- Hakujaden (白蛇伝) (2006)
- Gekidan Senior Graffiti Shouwa Kayou Shiataa "FAR AWAY" (劇団シニアグラフィティ 昭和歌謡シアター『FAR AWAY』) (2007)
- Abe Naikaku (安倍内閣) (22-27 décembre 2010)
- Wuthering Heights (嵐が丘) (Catherine) (06-31 juillet 2011)
- Dracula, the Musical (ドラキュラ) (Lucy) (20 août 2011 + 18 septembre 2011)
- Dracula, the Musical (ドラキュラ) (Mina) (2013)

Radio
- 1999-2000 : Abe Natsumi no Super Morning Rider (安倍なつみのスーパーモーニングライダー)
- 2001-2003 : Airmoni. (エアモニ。)
- 2005 : TBC FUN Field Moretsu Moodush (TBC FUNふぃーるど・モーレツモーダッシュ)
- 2008-2009 : InterFM "FIVE STARS" (インターFM 「FIVE　STARS」)
- 2009- : Anata ni Aetara

Photobooks
- décembre 1999 : Nacchi (ナッチ)
- 1er novembre 2001 : Natsumi (なつみ)
- septembre 2003 : Pocket Morning Musume. (Volume 2) (ポケットモーニング娘。〈Vol.2〉) (Avec Mari Yaguchi, Maki Goto, Kaori Iida)
- 24 février 2004 : Deai (出逢い)
- 28 septembre 2004 : Abe Natsumi in Hello! Project 2004 (安倍なつみin Hello! Project 2004 Summer)
- 26 mai 2005 : Fuu (ふう)
- 6 juillet 2005 : Nochiura Natsumi Live "TRIANGLE ENERGY (後浦なつみライブ「TRIANGLE ENERGY」) (avec Nochiura Natsumi)
- 2 octobre 2005 : Alo Hello! Abe Natsumi (アロハロ!安倍なつみ)
- 25 octobre 2005 : Abe Natsumi + Berryz Koubou Hello! Project 2005 Natsu no Kayou Show '05 Selection! Collection! (安倍なつみ+ベリーズ工房Hello!Project2005夏の歌謡ショー―05’セレクション!コレクション!) (avec Berryz Kobo)
- 7 avril 2006 : Abe Natsumi & v-u-den in Hello! Project 2006 (安倍なつみ&美勇伝in Hello! Project 2006 Winter) (avec v-u-den)
- 9 juin 2006 : écru (エクリュ)
- 28 mars 2007 : sCene
- 25 novembre 2007 : Cam On (カム オン)
- 26 août 2008 : End of Summer
- 30 octobre 2010 : Natsu・mi (夏・美)

Livres
- 2 avril 2003 : ALBUM―1998‐2003
- 10 août 2003 : Sensei no Douyouki Ushitsuisshoniutaou! Kuizu Tsuki Douyou Zenshuu (せんせいのどうようきょうしついっしょにうたおう!―クイズつき童謡全集)
- 1er septembre 2003 : 22 Sai no Nacchi (22歳のなっち)
- 1er octobre 2003 : Natsumi Abe Believe (安倍なつみBelieve)
- 21 mai 2004 : Abe Natsumi Photo & Essay Youkou (Hikari) (安倍なつみフォト&エッセイ 陽光（ひかり）)